# جوزف گرینبرگ
جوزف گرینبرگ (به انگلیسی: Joseph Greenberg) (زادهٔ ۲۸ مهٔ ۱۹۱۵ – درگذشتهٔ ۷ مهٔ ۲۰۰۱) زبان‌شناس آمریکایی و یکی از بنیان‌گذاران رده‌شناسی زبانی است.